# Großer Preis von Spanien 1979
Der Große Preis von Spanien 1979 (offiziell XXV Gran Premio de España) fand am 29. April auf dem Circuito Permanente del Jarama in der Nähe von Madrid statt und war das fünfte Rennen der Automobil-Weltmeisterschaft 1979.

## Berichte

### Hintergrund
Bevor die Teams zum fünften WM-Lauf des Jahres nach Spanien reisten, gewann Gilles Villeneuve, der den vorangegangenen Grand Prix in Long Beach siegreich beendet hatte, das nicht zur Weltmeisterschaft zählende Race of Champions in Brands Hatch.
Lotus brachte erstmals ein Exemplar des neuen Typ 80 mit an die Rennstrecke, der vom amtierenden Weltmeister Mario Andretti pilotiert wurde, während dessen Teamkollege Carlos Reutemann weiterhin den Typ 79 steuerte. Bei Renault entstand eine ähnliche Situation, indem das erste Exemplar des neuen RS10 dem Stammfahrer Jean-Pierre Jabouille zugeteilt wurde und für René Arnoux nur das Vorjahresmodell RS01 zur Verfügung stand. Einzig das Team Williams setzte an diesem Wochenende direkt zwei Exemplare des neuen FW07 für die beiden Werksfahrer Clay Regazzoni und Alan Jones ein.
Das deutsche Willi Kauhsen Racing Team trat erstmals in Erscheinung. Als Fahrer für die Eigenentwicklung Kauhsen WK wurde der italienische Formel-1-Debütant Gianfranco Brancatelli engagiert.

### Training
Bereits zum dritten Mal in der Saison 1979 belegten die beiden Ligier-Piloten Jacques Laffite und Patrick Depailler nach dem Training die erste Startreihe. Ferrari-Pilot Villeneuve teilte sich die zweite Reihe mit Andretti im neuen Lotus. Es folgte Jody Scheckter vor den beiden Brabham-Piloten Niki Lauda und Nelson Piquet sowie Reutemann.

### Rennen
Depailler übernahm sofort die Führung vor seinem Teamkollegen Laffite und gab diese bis zum Ende des Rennens nicht mehr ab. Hinter den beiden Ligier-Fahrern reihte sich zunächst der gut gestartete Reutemann vor Villeneuve ein.
Beim Versuch, Depailler zu überholen, überdrehte Laffite in der 16. Runde aufgrund eines Schaltfehlers seinen Motor und schied aus. Reutemann gelangte dadurch auf den zweiten Rang vor Scheckter, der in der 60. Runde von Lauda überholt wurde. Da dieser jedoch vier Umläufe später aufgrund eines Motorschadens ausfiel, kam Scheckter kurzzeitig zurück auf den Podiumsplatz. In der 67. Runde wurde er jedoch endgültig durch Andretti von dieser Position verdrängt. Die Tyrrell-Piloten Jean-Pierre Jarier und Didier Pironi beendeten das Rennen ebenfalls in den Punkterängen.

## Meldeliste
| Team                          | Nr. | Fahrer                 | Chassis        | Motor                    | Reifen |
| ----------------------------- | --- | ---------------------- | -------------- | ------------------------ | ------ |
| Martini Racing Team Lotus     | 01  | Mario Andretti         | Lotus 80       | Ford Cosworth DFV 3.0 V8 | G      |
| Martini Racing Team Lotus     | 02  | Carlos Reutemann       | Lotus 79       | Ford Cosworth DFV 3.0 V8 | G      |
| Team Tyrrell                  | 03  | Didier Pironi          | Tyrrell 009    | Ford Cosworth DFV 3.0 V8 | G      |
| Team Tyrrell                  | 04  | Jean-Pierre Jarier     | Tyrrell 009    | Ford Cosworth DFV 3.0 V8 | G      |
| Parmalat Racing Team          | 05  | Niki Lauda             | Brabham BT48   | Alfa Romeo 1260 3.0 V12  | G      |
| Parmalat Racing Team          | 06  | Nelson Piquet          | Brabham BT48   | Alfa Romeo 1260 3.0 V12  | G      |
| Marlboro Team McLaren         | 07  | John Watson            | McLaren M28B   | Ford Cosworth DFV 3.0 V8 | G      |
| Marlboro Team McLaren         | 08  | Patrick Tambay         | McLaren M28    | Ford Cosworth DFV 3.0 V8 | G      |
| ATS Wheels                    | 09  | Hans-Joachim Stuck     | ATS D2         | Ford Cosworth DFV 3.0 V8 | G      |
| Scuderia Ferrari SpA SEFAC    | 11  | Jody Scheckter         | Ferrari 312T4  | Ferrari 015 3.0 F12      | M      |
| Scuderia Ferrari SpA SEFAC    | 12  | Gilles Villeneuve      | Ferrari 312T4  | Ferrari 015 3.0 F12      | M      |
| Fittipaldi Automotive         | 14  | Emerson Fittipaldi     | Fittipaldi F5A | Ford Cosworth DFV 3.0 V8 | G      |
| Équipe Renault Elf            | 15  | Jean-Pierre Jabouille  | Renault RS10   | Renault EF1 1.5 V6t      | M      |
| Équipe Renault Elf            | 16  | René Arnoux            | Renault RS01   | Renault EF1 1.5 V6t      | M      |
| Samson Shadow Racing Team     | 17  | Jan Lammers            | Shadow DN9     | Ford Cosworth DFV 3.0 V8 | G      |
| Interscope Shadow Racing Team | 18  | Elio de Angelis        | Shadow DN9     | Ford Cosworth DFV 3.0 V8 | G      |
| Olympus Cameras Wolf Racing   | 20  | James Hunt             | Wolf WR7       | Ford Cosworth DFV 3.0 V8 | G      |
| Team Ensign                   | 22  | Derek Daly             | Ensign N177    | Ford Cosworth DFV 3.0 V8 | G      |
| Team Merzario                 | 24  | Arturo Merzario        | Merzario A3    | Ford Cosworth DFV 3.0 V8 | G      |
| Ligier Gitanes                | 25  | Patrick Depailler      | Ligier JS11    | Ford Cosworth DFV 3.0 V8 | G      |
| Ligier Gitanes                | 26  | Jacques Laffite        | Ligier JS11    | Ford Cosworth DFV 3.0 V8 | G      |
| Albilad-Saudia Racing Team    | 27  | Alan Jones             | Williams FW07  | Ford Cosworth DFV 3.0 V8 | G      |
| Albilad-Saudia Racing Team    | 28  | Clay Regazzoni         | Williams FW07  | Ford Cosworth DFV 3.0 V8 | G      |
| Warsteiner Arrows Racing Team | 29  | Riccardo Patrese       | Arrows A1B     | Ford Cosworth DFV 3.0 V8 | G      |
| Warsteiner Arrows Racing Team | 30  | Jochen Mass            | Arrows A1B     | Ford Cosworth DFV 3.0 V8 | G      |
| Team Rebaque                  | 31  | Héctor Rebaque         | Lotus 79       | Ford Cosworth DFV 3.0 V8 | G      |
| Willi Kauhsen Racing Team     | 36  | Gianfranco Brancatelli | Kauhsen WK     | Ford Cosworth DFV 3.0 V8 | G      |

## Klassifikationen

### Startaufstellung
| Pos. | Fahrer                 | Konstrukteur       | Zeit    | Ø-Geschwindigkeit | Start |
| ---- | ---------------------- | ------------------ | ------- | ----------------- | ----- |
| 01   | Jacques Laffite        | Ligier-Ford        | 1:14,50 | 164,489 km/h      | 01    |
| 02   | Patrick Depailler      | Ligier-Ford        | 1:14,79 | 163,851 km/h      | 02    |
| 03   | Gilles Villeneuve      | Ferrari            | 1:14,82 | 163,785 km/h      | 03    |
| 04   | Mario Andretti         | Lotus-Ford         | 1:15,07 | 163,240 km/h      | 04    |
| 05   | Jody Scheckter         | Ferrari            | 1:15,10 | 163,174 km/h      | 05    |
| 06   | Niki Lauda             | Brabham-Alfa Romeo | 1:15,45 | 162,417 km/h      | 06    |
| 07   | Nelson Piquet          | Brabham-Alfa Romeo | 1:15,61 | 162,074 km/h      | 07    |
| 08   | Carlos Reutemann       | Lotus-Ford         | 1:15,67 | 161,945 km/h      | 08    |
| 09   | Jean-Pierre Jabouille  | Renault            | 1:15,78 | 161,710 km/h      | 09    |
| 10   | Didier Pironi          | Tyrrell-Ford       | 1:16,04 | 161,157 km/h      | 10    |
| 11   | René Arnoux            | Renault            | 1:16,06 | 161,115 km/h      | 11    |
| 12   | Jean-Pierre Jarier     | Tyrrell-Ford       | 1:16,08 | 161,073 km/h      | 12    |
| 13   | Alan Jones             | Williams-Ford      | 1:16,23 | 160,756 km/h      | 13    |
| 14   | Clay Regazzoni         | Williams-Ford      | 1:16,61 | 159,958 km/h      | 14    |
| 15   | James Hunt             | Wolf-Ford          | 1:16,88 | 159,396 km/h      | 15    |
| 16   | Riccardo Patrese       | Arrows-Ford        | 1:16,92 | 159,314 km/h      | 16    |
| 17   | Jochen Mass            | Arrows-Ford        | 1:17,04 | 159,065 km/h      | 17    |
| 18   | John Watson            | McLaren-Ford       | 1:17,11 | 158,921 km/h      | 18    |
| 19   | Emerson Fittipaldi     | Fittipaldi-Ford    | 1:17,35 | 158,428 km/h      | 19    |
| 20   | Patrick Tambay         | McLaren-Ford       | 1:17,45 | 158,223 km/h      | 20    |
| 21   | Hans-Joachim Stuck     | ATS-Ford           | 1:17,57 | 157,979 km/h      | 21    |
| 22   | Elio de Angelis        | Shadow-Ford        | 1:17,85 | 157,410 km/h      | 22    |
| 23   | Héctor Rebaque         | Lotus-Ford         | 1:18,42 | 156,266 km/h      | 23    |
| 24   | Jan Lammers            | Shadow-Ford        | 1:18,79 | 155,532 km/h      | 24    |
| DNQ  | Derek Daly             | Ensign-Ford        | 1:19,30 | 154,532 km/h      | –     |
| DNQ  | Arturo Merzario        | Merzario-Ford      | 1:20,46 | 152,304 km/h      | –     |
| DNQ  | Gianfranco Brancatelli | Kauhsen-Ford       | 1:23,24 | 147,218 km/h      | –     |

### Rennen
| Pos. | Fahrer                | Konstrukteur       | Runden | Stopps | Zeit       | Start | Schnellste Runde |
| ---- | --------------------- | ------------------ | ------ | ------ | ---------- | ----- | ---------------- |
| 01   | Patrick Depailler     | Ligier-Ford        | 75     | 0      | 1:39:11,84 | 02    | 1:18,39          |
| 02   | Carlos Reutemann      | Lotus-Ford         | 75     | 0      | + 20,94    | 08    | 1:18,98          |
| 03   | Mario Andretti        | Lotus-Ford         | 75     | 0      | + 27,31    | 04    | 1:18,89          |
| 04   | Jody Scheckter        | Ferrari            | 75     | 0      | + 28,68    | 05    | 1:18,91          |
| 05   | Jean-Pierre Jarier    | Tyrrell-Ford       | 75     | 0      | + 30,39    | 12    | 1:18,94          |
| 06   | Didier Pironi         | Tyrrell-Ford       | 75     | 0      | + 48,43    | 10    | 1:19,24          |
| 07   | Gilles Villeneuve     | Ferrari            | 75     | 1      | + 52,31    | 03    | 1:16,44          |
| 08   | Jochen Mass           | Arrows-Ford        | 75     | 0      | + 1:14,84  | 17    | 1:19,30          |
| 09   | René Arnoux           | Renault            | 74     | 0      | + 1 Runde  | 11    | 1:19,45          |
| 10   | Riccardo Patrese      | Arrows-Ford        | 74     | 0      | + 1 Runde  | 16    | 1:19,29          |
| 11   | Emerson Fittipaldi    | Fittipaldi-Ford    | 74     | 0      | + 1 Runde  | 19    | 1:19,87          |
| 12   | Jan Lammers           | Shadow-Ford        | 73     | 0      | + 2 Runden | 24    | 1:20,02          |
| 13   | Patrick Tambay        | McLaren-Ford       | 72     | 1      | + 3 Runden | 20    | 1:20,91          |
| 14   | Hans-Joachim Stuck    | ATS-Ford           | 69     | 1      | + 6 Runden | 21    | 1:20,77          |
| –    | Niki Lauda            | Brabham-Alfa Romeo | 63     | 0      | DNF        | 06    | 1:18,76          |
| –    | Héctor Rebaque        | Lotus-Ford         | 58     | 0      | DNF        | 23    | 1:19,58          |
| –    | Alan Jones            | Williams-Ford      | 54     | 1      | DNF        | 13    | 1:18,00          |
| –    | Elio de Angelis       | Shadow-Ford        | 52     | 0      | DNF        | 22    | 1:20,82          |
| –    | Clay Regazzoni        | Williams-Ford      | 32     | 0      | DNF        | 14    | 1:19,11          |
| –    | James Hunt            | Wolf-Ford          | 26     | 0      | DNF        | 15    | 1:20,46          |
| –    | John Watson           | McLaren-Ford       | 21     | 0      | DNF        | 18    | 1:20,27          |
| –    | Jean-Pierre Jabouille | Renault            | 21     | 0      | DNF        | 09    | 1:19,62          |
| –    | Jacques Laffite       | Ligier-Ford        | 15     | 0      | DNF        | 01    | 1:18,38          |
| –    | Nelson Piquet         | Brabham-Alfa Romeo | 15     | 0      | DNF        | 07    | 1:19,83          |

## WM-Stände nach dem Rennen
Die ersten sechs des Rennens bekamen 9, 6, 4, 3, 2 bzw. 1 Punkt(e). Es zählten nur die besten vier Ergebnisse aus den ersten sieben Rennen und die besten vier Ergebnisse aus den letzten acht Rennen. In der Konstrukteurswertung wurden alle Resultate gewertet.

### Fahrerwertung
| Pos. | Fahrer             | Konstrukteur       | Punkte |
| ---- | ------------------ | ------------------ | ------ |
| 01   | Gilles Villeneuve  | Ferrari            | 20     |
| 02   | Patrick Depailler  | Ligier-Ford        | 20     |
| 03   | Jacques Laffite    | Ligier-Ford        | 18     |
| 04   | Carlos Reutemann   | Lotus-Ford         | 18     |
| 05   | Jody Scheckter     | Ferrari            | 16     |
| 06   | Mario Andretti     | Lotus-Ford         | 12     |
| 07   | Jean-Pierre Jarier | Tyrrell-Ford       | 7      |
| 08   | John Watson        | McLaren-Ford       | 4      |
| 09   | Alan Jones         | Williams-Ford      | 4      |
| 10   | Didier Pironi      | Tyrrell-Ford       | 4      |
| 11   | Emerson Fittipaldi | Fittipaldi-Ford    | 1      |
| 12   | Niki Lauda         | Brabham-Alfa Romeo | 1      |
| 13   | Jochen Mass        | Arrows-Ford        | 0      |

| Pos. | Fahrer                | Konstrukteur       | Punkte |
| ---- | --------------------- | ------------------ | ------ |
| 14   | Elio de Angelis       | Shadow-Ford        | 0      |
| 15   | Nelson Piquet         | Brabham-Alfa Romeo | 0      |
| 16   | James Hunt            | Wolf-Ford          | 0      |
| 17   | Clay Regazzoni        | Williams-Ford      | 0      |
| 18   | Riccardo Patrese      | Arrows-Ford        | 0      |
| 19   | René Arnoux           | Renault            | 0      |
| 20   | Jean-Pierre Jabouille | Renault            | 0      |
| 21   | Patrick Tambay        | McLaren-Ford       | 0      |
| 22   | Derek Daly            | Ensign-Ford        | 0      |
| 23   | Jan Lammers           | Shadow-Ford        | 0      |
| 24   | Hans-Joachim Stuck    | ATS-Ford           | 0      |
| –    | Héctor Rebaque        | Lotus-Ford         | 0      |
| –    | Arturo Merzario       | Merzario-Ford      | 0      |

### Konstrukteurswertung
| Pos. | Konstrukteur       | Punkte |
| ---- | ------------------ | ------ |
| 01   | Ligier-Ford        | 38     |
| 02   | Ferrari            | 36     |
| 03   | Lotus-Ford         | 30     |
| 04   | Tyrrell-Ford       | 11     |
| 05   | McLaren-Ford       | 4      |
| 06   | Williams-Ford      | 4      |
| 07   | Fittipaldi-Ford    | 1      |
| 08   | Brabham-Alfa Romeo | 1      |

| Pos. | Konstrukteur  | Punkte |
| ---- | ------------- | ------ |
| 09   | Arrows-Ford   | 0      |
| 10   | Shadow-Ford   | 0      |
| 11   | Wolf-Ford     | 0      |
| 12   | Renault       | 0      |
| 13   | Ensign-Ford   | 0      |
| 14   | ATS-Ford      | 0      |
| –    | Merzario-Ford | 0      |